# لارش ایدرمارک
لارش ایدرمارک، (به سوئدی: Lars Idermark) (زاده ۱۹۵۷) کارآفرین، بانکدار و مدیر ارشد اجرایی سوئدی است، که در حال حاضر به‌عنوان رییس هیئت مدیره سوئدبانک فعالیت می‌کند.